# Дункан, граф Каррик
Доннхад (Дункан) (англ. Donnchadh, Earl of Carrick, шотл. гел. Donnchadh mac Ghille-Brìghde; ? — 13 червня 1250) — гельсько-шотландський аристократ на території нинішньої південно-західній Шотландії, відомий з останньої чверті XII століття до його смерті в 1250 році. Його батько, Гілле Брігте з Галловея (? — 1185), і дядько, Утред з Галловея (? — тисячу сто сімдесят чотири), були двома суперниками синами Фергюса, лорда Галловея. В результаті конфлікту Гілле-Брігте з Утредом і шотландським монархом Вільгельмом І, Доннхад став заручником короля Англії Генріха II Плантагенета. Ймовірно, він залишався в Англії майже десять років, перш ніж повернутися на північ після смерті свого батька. Хоча йому було відмовлено в праві спадкування лордства Галловей, але даровано владу над графством Каррик.
Як союзником Джона де Курсі, Доннхад відвоював собі в Ірландії деякі терени,але згодом їх втратив. Був опікуном Мелрозского абатства і монастиря Норт-Бервік, також намагався започаткувати монастир в Кроссрагуеле. Одружився з дочкою Алана Фіца Уолтера, одного з предків династії Стюартів, майбутніх монархів Шотландії та Англії. Доннхад був першим мормером або графом Карріка і володарював цим регіоном більше шести десятиліть.Він вважався довгожителем серед магнатів середньовічної Шотландії. Його нащадки — шотландські королі з династії Брюсів і Стюартів, а також, ймовірно, Кемпбелл, герцоги Аргайл.

## Походження та сім'я
Доннхад був одним з синів Гілле Брігте (бл. 1126-1185), лорда Повішеників (1161-1185). Мати Доннхада була донькою або сестрою Доннхада II, графа Файфа (? - 1204).
У 1160 році король Шотландії Малькольм IV змусив лорда Повішеників Фергюса відмовитися від влади і підпорядкував область Галловей під свій сюзеренітет. Галловей успадкували і розділили між собою брати Гіле-Брігте і Утред, сини Фергюса. Утред отримав Східний Галловей, а Гілле Брігте став керувати Західним Галловеєм. У 1174 році брати ходили у похід на Північну Англію з королем Шотландії Вільгельмом I, там короля захопили в полон. Після полонення свого сюзерена брати Гілле Брігте і Утред повернулися в Галловей і підняли повстання проти королівської влади. Всі шотландські фортеці, побудовані на території Повішеників, були обложені, взяті і зруйновані, а їхні гарнізони перебиті. Незабаром Гілле Брігте і Утред почали боротися за владу в Галловуеї. Утред був узятий в полон, осліплений, кастрований і убитий за наказом Гілле Брігте. Після смерті Утреда Гілле Брігте, батько Доннхада, об'єднав під своєю одноосібною владою  область Галловей.
У 1176 році лорд  Гілле Брігте уклав васальну угоду з королем Англії Генріхом II Плантагенетом. Гілле Брігте зобов'язався заплатити королю Англії 1000 марок срібла і передав свого сина Доннхада заручником. Доннхад був переданий королем Англії під опіку Х'ю де Морвіка, шерифа Камберленда.
Король Шотландії Вільгельм І Лев підтримував в боротьбі за спадок Лохланна (Роланда), сина Утреда і племінника Гілле Брігте. У 1180-х роках Гілле Брігте і Вільгельм І Лев перебували в стані війни, Гілле Брігте здійснював набіги на Східний Галловей, який контрольовали шотландці.
1 січня 1185 року лорд Гілле Брігте помер. Шотландський король Вільгельм I Лев підтримав його племінника Лохланна (Роланда) в боротьбі за батьківську спадщину. Лохланна, користуючись підтримкою більшості населення Галловея, став новим лордом цього краю. Доннхад (Дункан) отримав у володіння від короля Шотландії графство Каррік, на північ від Галовею.

## Відносини з церквою
Існують історичні записи про заступництво Доннхада, графа Карріка, католицької церкви. Близько 1200 року граф Доннхад дозволив ченцям Мелрозского абатства користуватися соляними ставками на своїй землі в Тернберрі. У 1189 - 1198 роках він завітав до Мелрозского абатства  церква Мейбол і землі Беат (Беток).
Також Доннхад підтримував жіночий монастир Північного Бервіка. Він передав монастирю церква Святого Кутберга в Мейболі. Крім того, він подарував черницям церква Святої Бригіти в Кіркбрайде. а також пожертвував три марки з містечка під назвою Барребет.
21 липня 1225 року в Ейре в Кайлі Доннхад пообіцяв десятину Уолтеру, єпископу Глазго.
Граф Карріка Доннхад протегував абатству Пейслі. Незадовго до 1227 року він завітав Пейслі Кроссрагель і місце під назвою Сутблан, що було підтверджено папою римським Гонорієм III 23 січня 1227 року. Королівське підтвердження короля Шотландії Олександра III від 25 серпня 1236 року показує, що Доннхад дарував монастирю церкви Кіркосвальда (Тернберрі), Страйтона і Далкваррана (Олд-Дейлі), можливо, він також передав церкви в Герване і Баллантре.

## Ірландія
Згідно Роджеру з Ховедена, наприкінці 1190-х років Доннхад, син Гілле Брігте, зі своїм військовим загоном прибув до Північної Ірландії, де надав допомогу своєму союзнику Джону де Курси в боротьбі з ірландськими племінними вождями. Джон де Курси був одружений на Аффреке, дочки короля острова Мен Годрёда II Олафссон (1164-1187), сина тітки Доннхада. Джон де Курси надав частину захопленої території в Ольстері у володіння Доннхаду.
У 1203-1204 роках володіння Джона де Курси в Північній Ірландії захопив Гуго де Ласі, що став 1-м графом Ольстера. У травні 1205 року Іоанн Безземельний подарував у володіння Гуго де Ласі все володіння опального Джона де Курси в Ольстері і Коннахт. У тому ж 1205 році за підтримки короля острова Мен Рагнальда Годрёдссона і, можливо, Доннхада, Джон де Курси спробував відвоювати втрачені володіння в Ольстері, але зазнав поразки.
У 1210 році король Англії Іоанн Безземельний висадився з армією в Ірландії, де захопив і анексував володіння братів Гуго де Ласі, графа Ольстера, і Уолтера де Ласі, лорда Міта, які прихистили Вільяма де Браоза, лорда Брамбера, колишнього королівського фаворита. Вільям де Браоз повернувся в Уельс, а Гуго де Ласі втік до Шотландії.
Згідно англійським даними, Доннхад, граф Карріка, кузен Іоанна Безземельного, взяв у полон Матильду, дружину Вільяма де Браоза, її дочка, дружину Роджера де Мортімера, а також Вільяма Молодшого (старшого сина Вільяма де Браоза) з його дружиною і двома синами, але Гуго де Ласі і Реджинальд де Браоз уникли полону.
Згідно ірландському свитку меморандумів, після ірландської експедиції короля Іоанна Безземельного в 1210 році Доннхад контролював велику територію в сучасному графстві Антрім, а саме населені пункти Ларн і Гленарм з навколишньої територією (зараз баронство Верхній Гленарм). Іоанн Безземельний передав або визнав володіння Доннхада і його племінника Олександра цією територією в нагороду за військову допомогу.
До 1219 році Доннхад і його племінник, мабуть, втратили всю і більшу частину своїх ірландських земель. Юстіціарій Ірландії Джеффрі де Маріско позбавив Доннхада і Олександра їх власності за звинуваченням, що вони вчинили змову проти короля під час повстання 1215-1216 років. Новий англійський король Генріх III, син і наступник Івана, неодноразово наказував юстіціаріем Ірландії і архієпископу Дубліна повернути Доннхаду і його племіннику конфісковані у них володіння. Малоймовірно, що Доннхад коли-небудь повернув собі свої володіння в Північній Ірландії. Після того, як Гуго де Ласі був офіційно відновлений в графстві Ольстер в 1227 році, володіння Доннхада, ймовірно, контролювалися шотландським родом Біссет.
Доннхад був одружений на Авеліно, дочки Алана Фіц-Уолтера (бл. 1140-1204), лорда-стюарда Шотландії, і Алеста де Мар, дочки Моргана, графа Мара.

## Смерть і спадщина
13 червня 1250 року Доннхад, граф Карріка, помер . Йому успадковував син або онук Ніл, що правив в Каррік з 1250 по 1256 рік. Згідно традиційної точки зору, висхідній до 19 століття, Ніл був сином Доннхада . Згідно з більш пізнім досліджень генеалога Ендрю Мак'юена, Ніл ні був сином Доннхада, а скоріше був його онуком. Цю версію підтримав провідний шотландський медієвіст професор Джеффрі Уолліс Стюарт Барроу . Згідно з їхніми даними, син і передбачуваний спадкоємець Доннхада, Кейлін мак Доннхайд, помер за життя свого батька. Далі було висловлено припущення, що дружина Кейлина, мати графа Найла, була дочкою короля Тир Еогайна Найла Руада О'Нейлл.
Інший з синів Доннхада, Еоін (Іоанн), володів землею Страйтон. Він брав участь у повстанні Гілле Руада в Галллоуее в 1235 році, під час якого він напав на деякі церкви в дієцезії Глазго . Він отримав прощення, завітавши церква і землю Хачінклохін Вільяму де Бондінгтону, єпископу Глазго, що було підтверджено королем Олександром II в 1244 році. Два інших сина, Айлін (Алан) і Алаксандер (Олександр), підписали грамоту Доннхада і Кейлина в Північному Бервік . Відповідно до грамоті Мельрозского монастиря, Ейлін був священиком в Кірхманене . Кейлін і, ймовірно, інші законні сини Доннхада померли за життя свого батька .
Ймовірний онук Доннхада, Найл (Нейл) був графом (мормером) всього шість років і помер в 1256 році, не залишивши сина, крім чотирьох дочок, одна з яких відома по імені . Його дочка звали Марджорі (1254-1292), яка була дружиною Адама з Кілконкуараа (? - 1271), члена клану мормеров Файфа. Другим чоловіком Марджорі став Роберт Де Брюс, 6-й Лорд Аннандейл (1243-1304) . Старший син Марджорі Роберт Брюс (1274-1329), завдяки військовим успіхам і спорідненості предків з Данкельдской династією став королем Шотландії в 1306 році. Брат короля Роберта, Едвард Брюс (1280-1318) став на короткий час верховним королем Ірландії (1315-1318).
При Брюс і їх наступників на шотландському престолі титул графа Карріка став престижним і почесним титулом, який зазвичай скаржився синові короля чи передбаченого спадкоємцю . Між 1250 і 1256 роками граф Карріка Найл, передбачаючи, що графство перейде до іншої сім'ї, підписав жалувану грамоту на верховенство в області Каррік Лохланна (Роланду), синові або онуку одного з братів Доннхада .

## джерела
- Anderson, Alan Orr, ред. (1922), Early Sources of Scottish History A.D. 500 to 1286 (2 vols), Edinburgh: Oliver and Boyd
- Anderson, Alan Orr, ред. (1908), Scottish Annals from English Chroniclers A.D. 500 to 1286 (вид. 1991 revised & corrected), Stamford: Paul Watkins, ISBN 978-1-871615-45-6
- Bain, Joseph, ред. (1831), Calendar of Documents Relating to Scotland Preserved in Her Majesty's Public Record Office, Vol. 1.: A. D. 1108–1272, Edinburgh: H. M. General Register House
- Corner, David J.; Scott, A.B.; Scott, William W.; Watt, D.E.R., ред. (1994), Scotichronicon by Walter Bower, in Latin and English, Scotichronicon by Walter Bower: New Edition in Latin and English with Notes and Indexes (General Editor D.E.R. Watt), Aberdeen: Aberdeen University Press, ISBN 978-1-873644-35-5
- Innes, Cosmo, ред. (1843), Registrum Episcopatus Glasguensis; Munimenta Ecclesie Metropolitane Glasguensis a Sede Restaurata Seculo Incunte Xii ad Reformatam Religionem (2 vols.), Edinburgh: The Bannatyne Club
- Innes, Cosmo, ред. (1847), Carte Monialium de Northberwic: Prioratus Cisterciensis B. Marie de Northberwic Munimenta Vetusta que Supersunt, Edinburgh: Bannatyne Club
- Innes, Cosmo, ред. (1837), Liber Sancte Marie de Melros, Munimenta Vetustiora Monasterii de Melros (2 vols.), Edinburgh: Bannatyne Club
- Innes, Cosmo, ред. (1832), Registrum Monasterii de Passelet: Cartas Privilegia Conventiones Aliaque Munimenta Complectens a Domo Fundata A.D. MCLXIII usque ad A.D. MDXXIX, Edinburgh: Maitland club publications; 17
- Lawrie, Archibald Campbell, ред. (1910), Annals of the Reigns of Malcolm and William, Kings of Scotland, A.D.1153–1214 / collected, with notes and an index, Glasgow: MacLehose
- Riley, Henry T. (1853), The Annals of Roger de Hoveden: Comprising the History of England and of Other Countries of Europe from A.D. 732 to A.D. 1201 / Translated from the Latin with Notes and Illustrations (2 vols), London: H. G. Bohn
- Stokes, Whitley, ред. (1905), Félire Óengusso Célí Dé: The Martyrology of Oengus the Culdee, Critically Edited from Ten Manuscripts, with a Preface, Translation, Notes, and Indices, Dublin: Henry Bradshaw Society (Republished Dublin: Dublin Institute for Advanced Studies, 1984), ISBN 978-1-85500-127-5
- Bannerman, John (1993), Macduff of Fife, у Grant, Alexander; Stringer, Keith J. (ред.), Medieval Scotland, Crown, Lordship and Community: Essays Presented to G.W.S. Barrow, Edinburgh: Edinburgh University Press, с. 20—38, ISBN 978-0-7486-1110-2
- Barrow, G.W.S., ред. (1960), The Acts of Malcolm IV: King of Scots, 1153–1165: Together with Scottish Royal Acts Prior to 1153 Not Included in Sir Archibald Lawrie's "Early Scottish Charters", Regesta Regum Scottorum, vol. i, Edinburgh: Edinburgh University Press, ISBN 978-0-85224-141-7
- Barrow, G.W.S., ред. (1971), The Acts of William I: King of Scots, 1165–1214, Regesta Regum Scottorum, vol. ii, Edinburgh: Edinburgh University Press, ISBN 978-0-85224-142-4
- Barrow, G.W.S. (1980), The Anglo-Norman Era in Scottish History: The Ford Lectures Delivered in the University of Oxford in Hilary Term 1977, Oxford: Clarendon Press, ISBN 978-0-19-822473-0
- Barrow, G.W.S. (2003), The Kingdom of the Scots: Government, Church and Society from the Eleventh to the Fourteenth Century (вид. 2nd), Edinburgh: Edinburgh University Press, ISBN 978-0-7486-1802-6
- Barrow, G.W.S. (2005), Robert Bruce and the Community of the Realm of Scotland (вид. 4th), Edinburgh: Edinburgh University Press, ISBN 978-0-7486-2022-7